# Sala Muntaner
La Sala Muntaner fue un espacio teatral ubicado en la calle de Muntaner núm. 4 de Barcelona. Cerró en 2018, tras 24 años de actividad.
Empezó su actividad en 1996. El año 2005 empezaron unas obras de remodelación que duraron hasta octubre de 2006, cuando se reinauguró.
Anteriormente había sido una sala de fiestas y discoteca llamada Emporio. La Sala Muntaner, al igual que la Sala Porta4 y la Sala Fénix, fue una de las primeras salas alternativas de Barcelona, espacios teatrales con proyectos de mediano y pequeño formato que surgen en contraposición a los circuitos de los principales teatros públicos y privados, con una oferta más variada y una sala por lo general sin embocadura ni telón. 
Su programación combinaba obras contemporáneas, en especial de autores catalanes con espectáculos de mentalismo e ilusionismo.